# 毛實 (明朝)
毛實（1452年—？），字世誠，浙江紹興府餘姚縣人，民籍，明朝政治人物。

## 生平
成化二十二年（1486年）丙午科浙江鄉試第五名舉人，二十三年（1487年）中式丁未科會試第一百四十四名，二甲第六十二名進士。任高郵州知州，弘治九年（1496年）任霸州知州。

## 家族
曾祖毛白；祖父毛雍；父毛謹。母沈氏；繼母胡氏。具庆下。兄毛憲（刑部主事）。